# Santa Gertrudis (raza bovina)

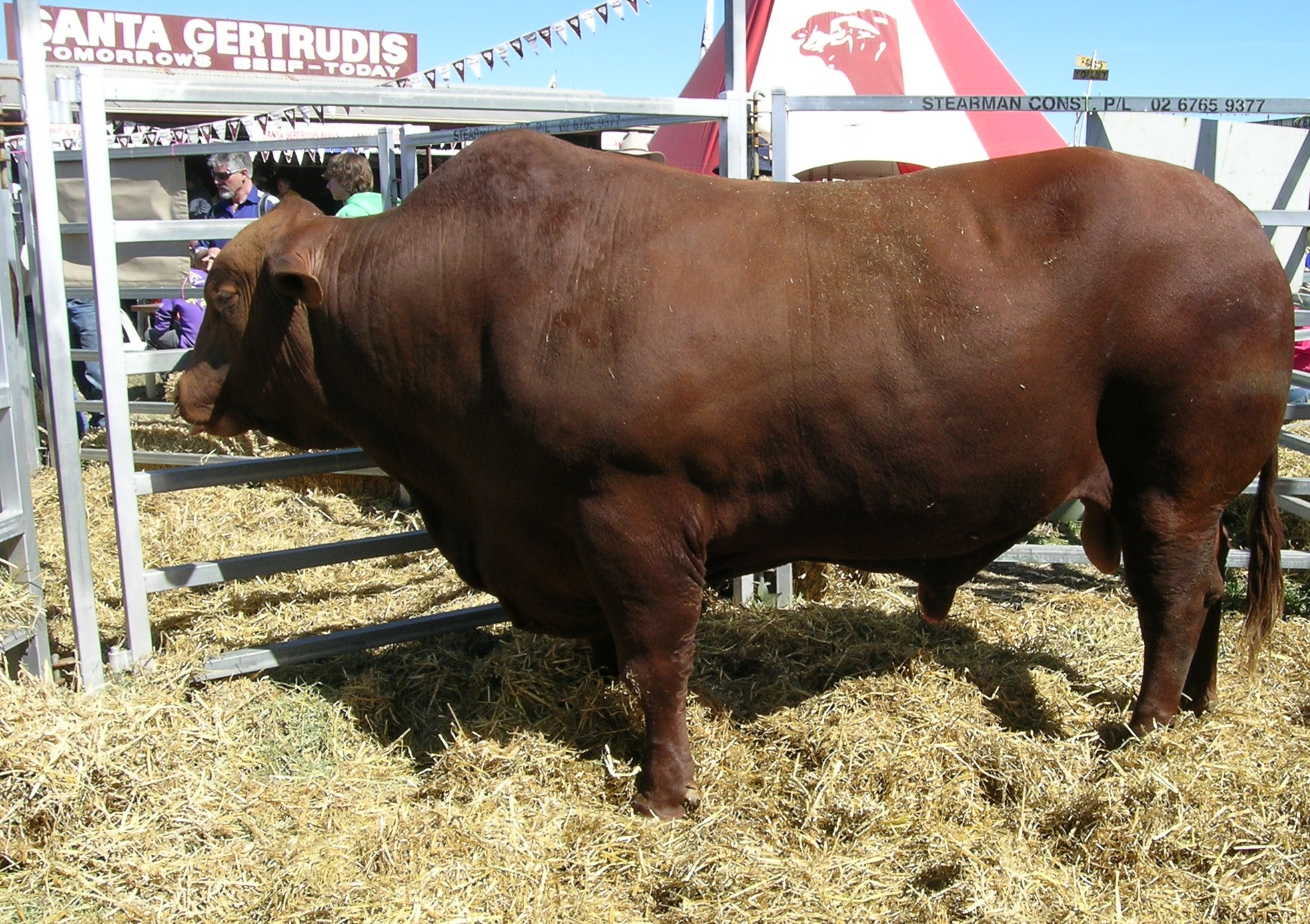
Bovino Santa Gertrudis

Santa Gertrudis es una raza bovina. Es una raza híbrida, ya que contempla la combinación genética de razas cebuinas, con bovinos de raza Shorthorn. A diferencia de otras razas híbridas, que combinan en sus nombres los de las razas que les dan origen, Santa Gertrudis toma el nombre con el que se conocieron a las tierras donde tuvo su origen esta raza, en tiempos de la colonización española en América. Estas tierras, constituyen hoy el King Ranch del condado de Texas, en los Estados Unidos. Debido a que fue la primera raza bovina que incluyó la mezcla de genética cebú, con genética de raza bovina pura, su creación sirvió también para la creación de otros híbridos de cebuinos con razas bovinas puras, como Braford y Brangus. 

## Origen
Esta raza fue desarrollada en el King Ranch de Texas, Estados Unidos en 1853, por el capitán Richard King y reconocida oficialmente en 1940, además de ser la primera raza definida de ganado bovino desarrollada en el continente norteamericano con 3/8 de cebú y 5/8 de Shorthorn.

## Características físicas
Su color es rojo uniforme claro u obscuro, la piel pigmentada de color rojo; la cabeza es ancha, de perfil se ve convexa, las orejas de tamaño mediano a largas, ligeramente caídas; los cuernos son astados. Cuello neto, la espalda suave y musculosa con movimientos libres, pecho amplio, el dorso recto, costillas bien arqueadas, la grupa larga amplia moderadamente caída de adelante hacia atrás, cuartos traseros amplios y musculosos.

## Características funcionales
Posee resistencia natural al calor, así como a plagas y parásitos; muestra rusticidad y tendencia a engordar, tiende a la madurez temprana, muestra resistencia a enfermedades tropicales. Se adapta muy bien a lugares cálidos, donde hay lugares con temperaturas promedio de 31 °C., y precipitación mayor a 2 000 mm. por año. En México se encuentra en la zona del Golfo.
Peso: toros adultos 900 kg; vacas 700 kg.
Distribución: El Santa Gertrudis no tuvo el éxito que se esperaba cuando se le introdujo en México; actualmente existen pocos criadores en la zona del Golfo. Podemos encontrar ejemplares de la raza en muchos países del mundo, estos animales están diseminados por todo Estados Unidos y también en Venezuela, Australia, Nueva Zelanda, Uruguay, Sudáfrica, Costa Rica, Panamá, Guatemala, Colombia, Cuba, Argentina, Brasil, Perú y Filipinas.

## Producción de carne
La raza se caracteriza por cortes de alta calidad, un gran porcentaje de cortes de grado “choice” y  una buena proporción de carne contra el hueso. La calidad de la carne se asemeja a las razas británicas.
En cuanto a la producción, la Santa Gertrudis supera a las razas británicas. Posee una mejor adaptación a las zonas de producción y es más eficiente en la producción de carne que sus razas progenitoras (Brahaman y Shorthorn). Gracias a su rusticidad, madurez precoz y resistencia a enfermedades, plagas e insectos, la Santa Gertrudis es una raza rentable económicamente.